# Tauragė
Tauragė (in tedesco Tauroggen) è una città industriale della Lituania e capoluogo della contea omonima.
Situata sulle sponde del fiume Jūra, conta una popolazione di 27.662 abitanti.
Ha ricevuto il titolo di città nel 1932 ed un proprio stemma codificato nel 1997.

## Storia

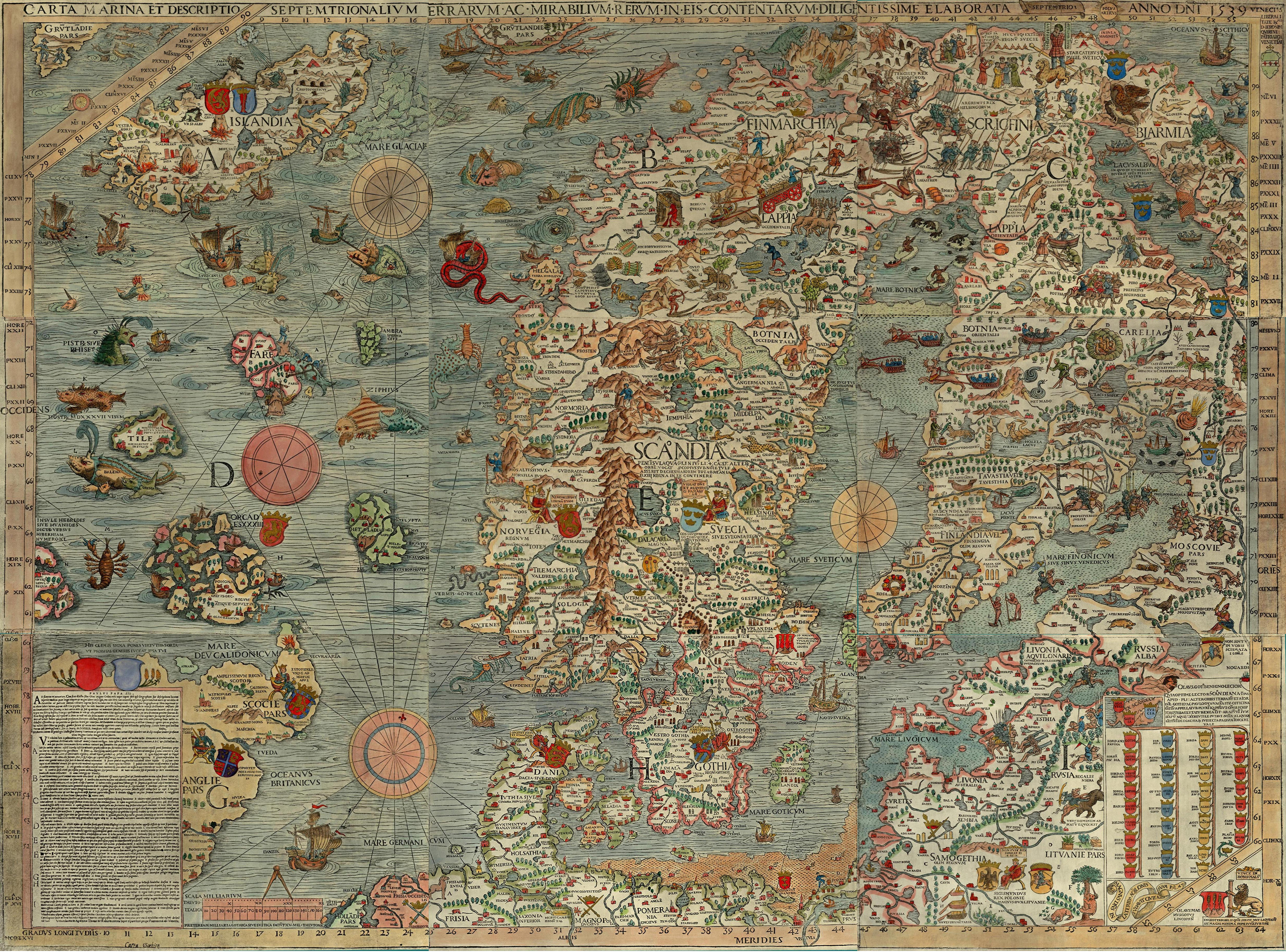
Taurage (nominato come Tan Ragh) su una mappa della “Carta marina” del 1539

Menzionata per la prima volta nel 1507, la città è stato un importante centro del Luteranesimo in Lituania. Sebbene facesse parte del Granducato di Lituania, dal 1691 al 1795 venne amministrata economicamente dal Brandeburgo-Prussia; infatti, col matrimonio tra Luigi di Brandeburgo e la principessa Ludwika Karolina Radziwiłł nel 1691 passò sotto l'amministrazione brandeburghese (Regno di Prussia a partire dal 1701). Nel 1793 fu ceduta, insieme a Seirijai (in tedesco Serrey), alla Polonia-Lituania come "compensazione" per i territori annessi alla Prussia con la seconda spartizione della Polonia. Nel 1795, come gran parte del Granducato di Lituania, passò all'Impero russo con la terza spartizione della Polonia. Nel 1915, durante la prima guerra mondiale, una parte significativa delle infrastrutture cittadine vennero distrutte dalle truppe tedesche. Annessa con il resto della Lituania all'URSS nel 1940, il suo castello venne utilizzato dai sovietici per imprigionare gli oppositori politici e i prigionieri di guerra. Quando i nazisti lanciarono l'Operazione Barbarossa (invasione dell'Unione Sovietica), circa 4.000 ebrei di Tauragė e dei villaggi vicini vennero uccisi (circa il 40% della popolazione cittadina).

## Città gemelle
- Bełchatów, Polonia
- Kutno, Polonia
- Riedstadt, Germania
- Sovetsk, Russia

## Sport

### Calcio
La squadra principale della città è il Tauragės Futbolo Klubas Tauras.